# Wereldkampioenschap wegrace 1952
Het wereldkampioenschap wegrace seizoen 1952 was het vierde in de geschiedenis van het door de FIM georganiseerde wereldkampioenschap wegrace.

## FIM
Na de dodelijke ongevallen van Dave Bennett en Ercole Frigerio tijdens de GP van Zwitserland besloot de FIM dat er bij elke Grand Prix een arts met een aantal liters bloed (O+) aanwezig moest zijn. Voor het eerst werd West-Duitsland opgenomen in het programma, nadat de Duitsers na de Tweede Wereldoorlog uitgesloten waren geweest van deelname aan internationale wedstrijden.

## Algemeen
In 1952 mochten de Duitsers weer deelnemen aan internationale motorraces, inclusief het wereldkampioenschap. Hun eerste deelname maakte al meteen duidelijk dat er opnieuw rekening met hen diende te worden gehouden, vooral in de klassen tot 350 cc. Die laatste klasse leek een makkelijke prooi voor de Britten: de Italianen hadden ze nog niet serieus genomen en daarom konden de Britten met hun verouderde, vooroorlogse techniek nog heersen. NSU en DKW leken zich echter ook eerst op de 125- en 250 cc te richten. Toch waren er al meteen successen: in de GP van Duitsland won Werner Haas met een NSU Rennfox de 125cc-klasse en Rudi Felgenheier met een DKW de 250cc-klasse. Ewald Kluge werd met zijn DKW's vierde in de 250- en vijfde in de 350cc-klasse. In de 500cc-klasse namen de Italianen de toppositie over van de Britten om ze 23 jaar niet meer af te staan. 
|         | 1e | 2e | 3e | 4e | 5e | 6e |
| ------- | -- | -- | -- | -- | -- | -- |
| Punten: | 8  | 6  | 4  | 3  | 2  | 1  |

|               | 125 cc | 250 cc | 350 cc | 500 cc | Zijspan |
| ------------- | ------ | ------ | ------ | ------ | ------- |
| Aantal races: | 6      | 6      | 7      | 8      | 5       |
| Tellend:      | 4      | 4      | 4      | 5      | 4       |

## Merken/teams

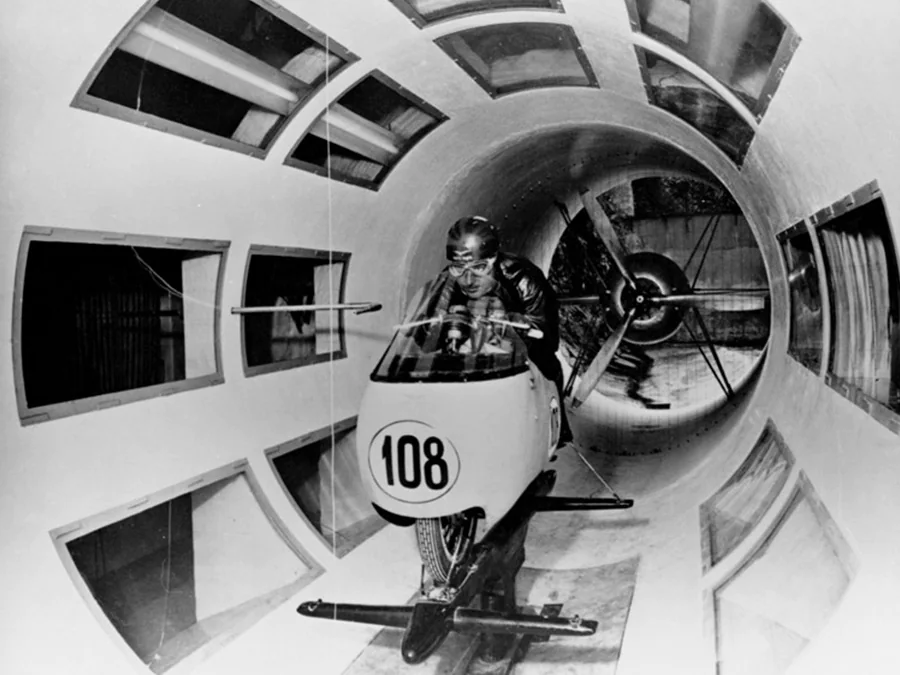
Deze windtunnel moest Moto Guzzi vooruit helpen in de ontwikkeling van stroomlijnkuipen.

- AJS: In 1952 stapte Jack Brett van Norton over naar het team van AJS, waar hij teamgenoot werd van Rod Coleman. Zij kregen de nieuwe, door Harry Hatch verbeterde AJS E95 tot hun beschikking. Daarmee won Brett meteen zijn eerste Grand Prix in Zwitserland. Bill Doran werd met een andere AJS tweede, maar hij viel tijdens de donderdagavondtraining van de Isle of Man TT, liep een hersenschudding op en kwam de rest van het seizoen niet meer aan de start. Voor AJS eindigde het WK met een vierde plaats voor Coleman en een vijfde plaats voor Brett.
- Gilera concentreerde zich feitelijk op één coureur: Umberto Masetti. Alfredo Milani moest zich op de Italiaanse titel concentreren en hoewel hij in Zwitserland, Nederland en België wel aan de start kwam, haalde hij geen enkele keer de finish. Wellicht was dat voor Gilera wel het sein om alles op Masetti te zetten. Die had immers al de TT van Assen gewonnen. Masetti won ook in België en werd tweede in Italië en Spanje. Dat was genoeg voor de wereldtitel.
- Moto Guzzi had in 1950 een eigen windtunnel gebouwd en in 1952 begonnen de eerste serieuze ontwikkelingen om de aanval op de 350- en de 500cc-klasse te openen. De in die windtunnel ontwikkelde stroomlijnkuipen moesten helpen om de gloednieuwe Quattro Cilindri 500 en Monocilindrica 350 aan wereldtitels te helpen, maar 1952 was daarvoor nog te vroeg. De 250cc-Moto Guzzi Gambalunghino was nog steeds succesvol.
- MV Agusta: Tegen het einde van het seizoen leek het erop dat MV Agusta al op het punt van een doorbraak stond. Les Graham won de laatste twee 500cc-races in Monza en Spanje en werd tweede in het wereldkampioenschap, maar hij deed ook waar hij voor was ingehuurd: presteren in de Senior TT. Hij werd daar tweede. De MV Agusta 125 Bialbero was eindelijk genoeg doorontwikkeld en Cecil Sandford behaalde er de wereldtitel mee.
- Norton maakte in de 500cc-klasse een teleurstellend seizoen mee, ook al omdat men bij Gilera de zaken nu beter aanpakte. Eerste man voor Norton was Geoff Duke, maar hij begon het seizoen slecht door twee keer uit te vallen en daarna twee keer tweede te worden. Toen was hij in de 350cc-klasse al wereldkampioen en verscheen hij door een blessure nergens meer aan de start. Daarom moest Reg Armstrong de kastanjes uit het vuur halen voor Norton. Armstrong won de Senior TT en de Duitse Grand Prix, maar werd slechts derde in het kampioenschap.
- Velocette: De rol van Velocette was uitgespeeld. De 350cc-Velocette KTT Mk VIII was nu echt te oud en de nieuw ontwikkelde 250cc-racer kon geen vuist maken tegen de snellere Moto Guzzi's en DKW's.

## Coureurs
- Geoff Duke won de eerste vier races van de 350cc-klasse en was toen al wereldkampioen. Bij een race buiten het WK raakte hij zodanig geblesseerd dat hij zijn seizoen moest afbreken, zodat hij de 500cc-titel moest laten schieten.
- Les Graham bleef fabriekscoureur bij MV Agusta, waarvoor hij in de 125- en 500cc-klasse reed. Sporadisch kwam hij echter ook met Velocette in de 350 cc aan de start en in de 250cc-klasse gebruikte hij een Benelli en een Velocette.
- Cromie McCandless kwam niet vaak aan de start, maar voor de Ulster Grand Prix kreeg hij een Gilera 500 4C, waarmee hij prompt de 500cc-race won.
- Emilio Mendogni kwam maar twee keer aan de finish in de 125cc-klasse, maar die beide malen won hij zijn race met de kansloos geachte Moto Morini.
- Eric Oliver en Lorenzo Dobelli liepen nog voor het begin van het WK-seizoen beenbreuken op tijdens een race in Frankrijk en zagen hun seizoen grotendeels verloren gaan.
- Bruno Ruffo raakte in de GP van Duitsland zo zwaar geblesseerd dat hij zijn seizoen moest afbreken.
- Cecil Sandford was door MV Agusta ingehuurd voor de 125cc-klasse en was na vier wedstrijden al wereldkampioen.

### Gestopt
- Arciso Artesiani had zijn carrière beëindigd. Hij richtte zich op de motorzaak die hij samen met zijn broer had opgericht.
- Manliff Barrington brak tijdens de training van de TT van Man een heup en zou daarna nooit meer racen.
- Lorenzo Dobelli, de bakkenist van Eric Oliver, stopte aan het einde van het seizoen, mogelijk omdat hij na zijn beenbreuk begin 1952 niet meer helemaal fit werd.
- Johnny Lockett had zijn carrière beëindigd.

### Overleden
- Zijspancoureur Ercole Frigerio verongelukte op 18 mei in de laatste ronde van de openingswedstrijd van het seizoen, de Zwitserse GP in Bremgarten. Frigerio en Ricotti gingen aan de leiding van de wedstrijd en hadden al de snelste ronde gereden, maar in de laatste ronde verloor Frigerio de controle over de zijspancombinatie in de bocht Eymatt. Frigerio vloog tegen een mast en verloor het leven, Ezio Ricotti overleefde het ongeluk maar verloor een been.
- Dave Bennett was net fabriekscoureur bij Norton geworden en verloor tijdens hetzelfde weekend het leven toen hij tijdens een gevecht met Bill Doran en Jack Brett in de 27e ronde een boom had geraakt. Hij was op slag dood.
- Op 4 juni verloor Frank Fry het leven tijdens de training van de TT van Man.

## Races
Zwitserland, Bremgarten
De Grand Prix van Zwitserland kostte het leven aan twee coureurs: Dave Bennett in de 500cc-klasse en Ercole Frigerio in de zijspanrace. Beiden verongelukten in de Eymatt-bocht, waar eerder ook Achille Varzi, Jader Ruggeri en Omobono Tenni verongelukt waren.
Isle of Man TT, Mountain Course
Opnieuw kostte de TT van Man het leven aan een coureur: Frank Fry verongelukte tijdens de trainingen. Manliff Barrington brak een heup en moest zijn carrière beëindigen. Geoff Duke viel in de Senior TT voor de tweede keer dit seizoen uit, maar won de Junior TT. Fergus Anderson behaalde zijn tweede overwinning met de 250cc-Moto Guzzi Gambalunghino en Cecil Sandford scoorde zijn eerste overwinning én de eerste voor de MV Agusta 125 Bialbero. In de Clubmans Junior TT debuteerde een nieuwe ster: Bob McIntyre werd tweede met een BSA Gold Star.
Dutch TT, Assen
De 250cc-klasse startte voor het eerst tijdens de TT van Assen.
GP van België, Spa-Francorchamps
In België verscheen de combinatie Eric Oliver/Lorenzo Dobelli weer na hun zware ongeval tijdens een internationale race in Frankrijk, waardoor ze de Grand Prix van Zwitserland hadden gemist. Dobelli liep nog op krukken en Oliver droeg nog een gipsverband, maar hij kreeg toch toestemming om te starten, in tegenstelling tot Dobelli, die werd vervangen door Stanley Price. Een andere zijspancoureur, de Belg Edouard Texidor, werd twaalfde in de 500cc-soloklasse. Bill Doran ontbrak nog steeds door zijn in de TT van Man opgelopen hersenschudding.
GP van Duitsland, Solitude
Nu de Duitsers door de FIM weer waren toegelaten tot internationale wedstrijden, kon de Deutscher Motorsport Verband ook een WK-Grand Prix organiseren. Ze doopten daarvoor de al lang bestaande Solituderennen om tot Grand Prix. In het seizoen 1951 was een aantal buitenlandse coureurs al naar de Solituderennen gegaan, waar Enrico Lorenzetti (250 cc), Geoff Duke (350 cc en 500 cc) en Eric Oliver/Lorenzo Dobelli (750cc-zijspannen) hun klassen wonnen voor een groot en enthousiast publiek. Zij hadden daardoor al enige circuitkennis, waarvan Duke geen gebruik kon maken. Hij was bij een race buiten het WK geblesseerd geraakt en moest zijn seizoen vroegtijdig beëindigen. Ray Amm kon de Norton-kleuren niet verdedigen nadat hij in de trainingen geblesseerd raakte. Reg Armstrong was erg succesvol met twee overwinningen. De Duitsers, die zich eerder in het seizoen nauwelijks hadden laten zien, verrasten met overwinningen in de 250- en de 125cc-klasse, vooral omdat ze dat met DKW's en NSU's deden.
Ulster GP, Clady
De 350cc-klasse reed al op donderdag, de andere klassen op zaterdag, maar niet meer - zoals in voorgaande jaren - allemaal tegelijk. Dat systeem was er de oorzaak van geweest dat coureurs die normaal in meerdere klassen reden moest kiezen voor één bepaalde klasse. Een jonge toekomstig wereldkampioen scoorde zijn eerste WK-punt: de 18-jarige John Surtees werd zesde in de 500cc-race. Cromie McCandless deed goede zaken op het circuit dat hij als zijn broekzak kende omdat het bestond uit openbare wegen op slechts enkele kilometers van zijn geboorteplaats Belfast: hij won de 500cc-race. Cecil Sandford stelde zijn wereldtitel in de 125cc-klasse veilig.
GP des Nations, Monza
De Italiaanse GP werd verreden voor 100.000 toeschouwers, die bijna uitsluitend Italiaanse machines zagen winnen. De enige uitzondering daarop was de 350cc-klasse, die uitsluitend Britse machines aan de start kreeg en die werd gewonnen door Norton.
GP van Spanje, Montjuïc
Ten opzichte van het jaar ervoor werd een verkorte versie van het circuit van Montjuïc gebruikt, die ongeveer twee kilometer lang was. Dat verklaart het grote aantal deelnemers dat op een of meer ronden achterstand werd gereden.

## 500cc-klasse

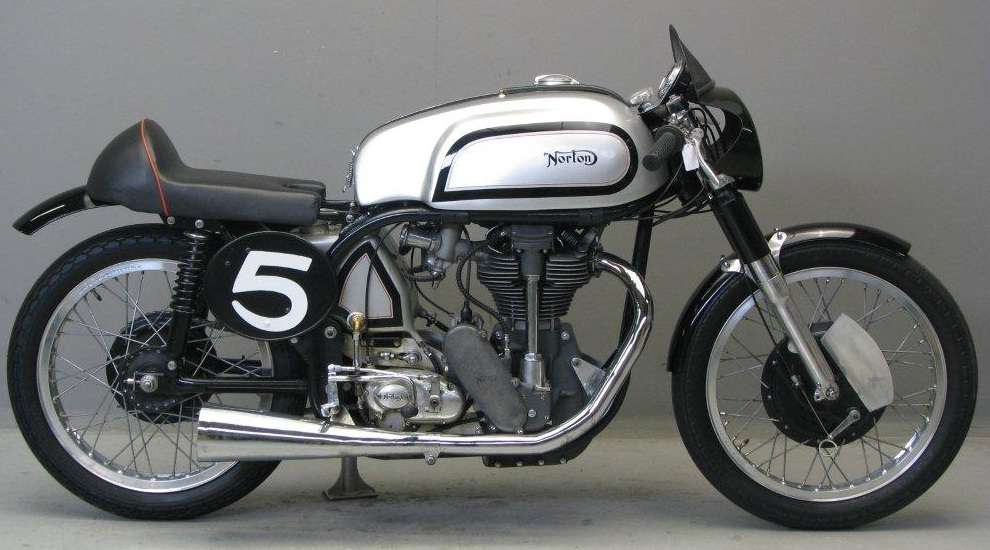
Norton Manx uit 1952

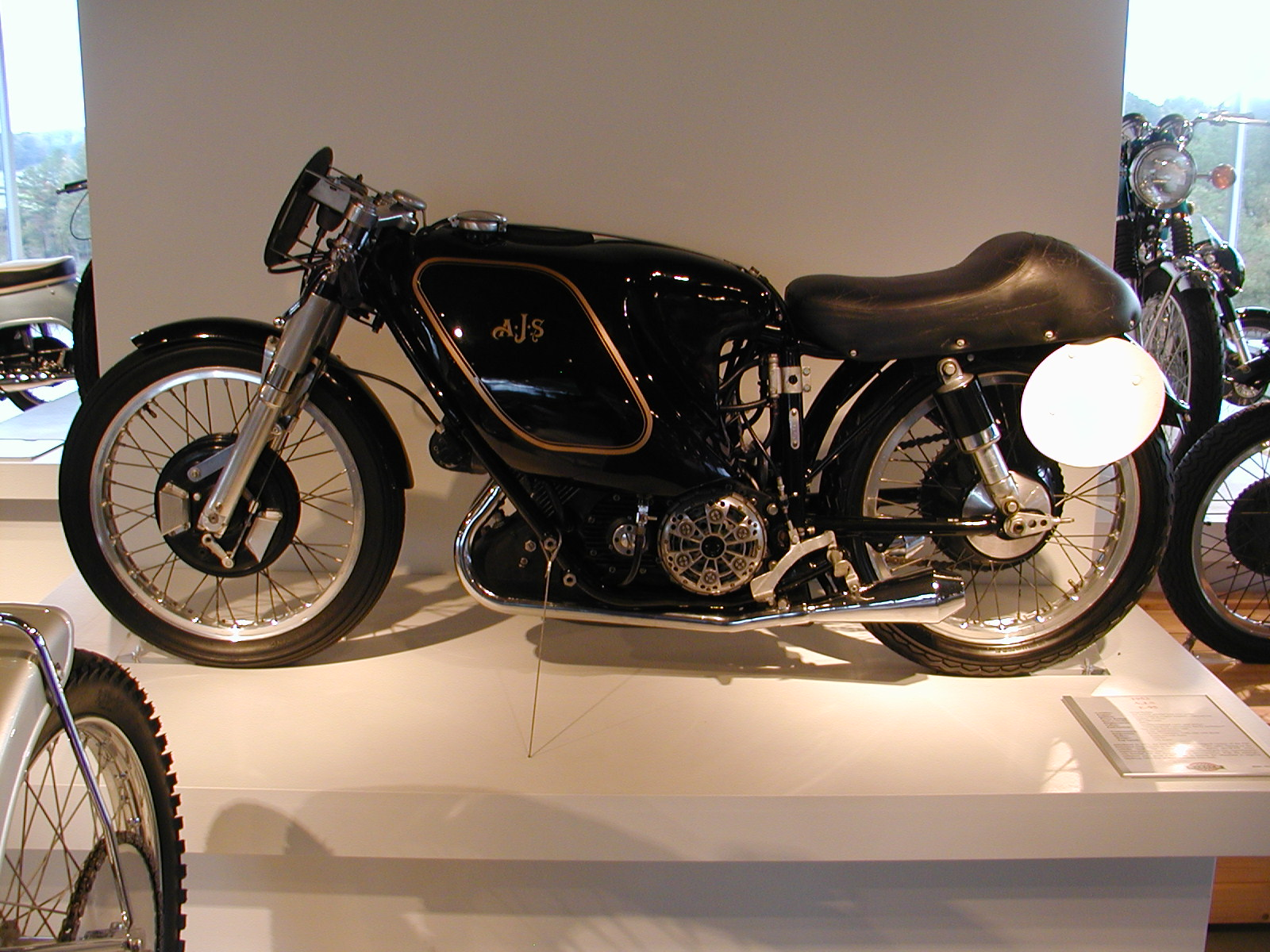
AJS E95.

In 1952 stapte Jack Brett van Norton over naar het team van AJS, waar hij teamgenoot werd van Rod Coleman. Zij kregen de nieuwe, door Harry Hatch verbeterde AJS E95 tot hun beschikking. Daarmee won Brett meteen zijn eerste Grand Prix in Zwitserland. Bill Doran werd met een andere AJS tweede, maar hij viel tijdens de donderdagavondtraining van de Isle of Man TT, liep een hersenschudding op en kwam de rest van het seizoen niet meer aan de start. Voor AJS eindigde het WK met een vierde plaats voor Coleman en een vijfde plaats voor Brett. Norton maakte een teleurstellend seizoen mee, ook al omdat men bij Gilera de zaken nu beter aanpakte. Eerste man voor Norton was Geoff Duke, maar hij begon het seizoen slecht door twee keer uit te vallen en daarna twee keer tweede te worden. Toen was hij in de 350cc klasse al wereldkampioen en verscheen hij nergens meer aan de start. Daarom moest Reg Armstrong de kastanjes uit het vuur halen voor Norton. Armstrong won de Senior TT en de Duitse Grand Prix, maar werd slechts derde in het kampioenschap. Tegen het einde van het seizoen leek het erop dat MV Agusta al op het punt van een doorbraak stond. Les Graham won de laatste twee 500cc races in Monza en Spanje en werd tweede in het wereldkampioenschap, maar hij deed ook waar hij voor was ingehuurd: presteren in de Senior TT. Hij werd daar tweede.
Zwitserland, Bremgarten
In de 500cc-race vielen bijna alle favorieten uit, waardoor de nieuwe, watergekoelde AJS E95 meteen succesvol was met een overwinning van Jack Brett en de tweede plaats voor Bill Doran. Carlo Bandirola werd derde met de MV Agusta 500 4C, die op aandringen van Les Graham eindelijk kettingaandrijving en een Earles voorvork had gekregen. De oorzaak van veel problemen was de minderwaardige benzine, waarvoor een aantal Nortons omgebouwd moesten worden. In de wedstrijd ging Geoff Duke aan de leiding, vóór Les Graham, Jack Brett en Rod Coleman. Dave Bennett lag in het middenveld. Zijn Norton was niet herbouwd, evenmin als die van Duke. Geoff Duke ondervond daar de gevolgen van toen zijn motor stuk ging door de minderwaardige benzine. Er vielen nog meer rijders uit, en in de 22e ronde was Bill Doran eerste, Dave Bennett tweede en Jack Brett derde. Misschien kostte de benzine ook wel de overwinning aan Graham, wiens machine na een pitstop niet meer wilde starten. Aan het eind van ronde 27 was Bennett verdwenen. Tijdens het gevecht tegen Doran en Brett had hij een boom geraakt en hij was op slag dood.
Isle of Man TT, Mountain Course
Geoff Duke leidde de Senior TT vier ronden lang, maar toen reed hij de pit in met een defecte koppeling. Reg Armstrong was vastbesloten om de overwinning voor Norton zeker te stellen en dat lukte met enig geluk. Op de finishlijn brak zijn primaire ketting. Hij had wel wat tijd gehad om een stukje te duwen, want hij had ongeveer een halve minuut voorsprong op Les Graham, die door MV Agusta naar Man was gezonden vanwege zijn circuitkennis. Carlo Bandirola had men in Italië gelaten. Gilera had geen coureurs in dienst die de 60 km-lange Mountain Course kenden en was helemaal thuis gebleven. De prestaties van de nieuwe AJS E95 vielen nogal tegen. Na de eerste twee plaatsen van Jack Brett en Bill Doran in de Zwitserse Grand Prix werden Rod Coleman en Bill Lomas nu op grote achterstand gereden. Brett viel uit en Doran kwam niet aan de start vanwege een tijdens de training opgelopen hersenschudding.
Dutch TT, Assen
Voor het eerst in dit seizoen haalde Geoff Duke met de Norton 30M de finish, maar hij kwam een seconde tekort om Umberto Masetti te verslaan. Masetti scoorde ook zijn eerste punten, maar het team van Gilera was dan ook niet naar de TT van Man afgereisd. Reg Armstrong, die aan de leiding van het WK stond, hield de schade beperkt door vierde te worden. Het team van MV Agusta bleef weer puntloos, met Les Graham op de zevende plaats en Carlo Bandirola die uitviel. Rod Coleman stuurde de AJS E95 naar de vijfde plaats, een grote teleurstelling voor AJS, dat de machine door Harry Hatch helemaal had laten vernieuwen.
GP van België, Spa-Francorchamps
Umberto Masetti won zijn tweede opeenvolgende 500cc-race en Geoff Duke werd voor de tweede keer tweede, op korte afstand gevolgd door Ray Amm. Jack Brett werd met de AJS E95 vierde, maar AJS had waarschijnlijk liever gezien dat hij Rod Coleman voor had laten gaan. Coleman, die sterker in het WK stond, finishte vlak achter hem, ruim voor de Gilera van Nello Pagani. MV Agusta bleef weer met lege handen staan: zowel Les Graham als Carlo Bandirola vielen uit.
GP van Duitsland, Solitude
Zonder de geblesseerde Geoff Duke en Ray Amm had Umberto Masetti zijn voorsprong in het wereldkampioenschap flink uit kunnen bouwen, maar hij viel uit. Dat opende de weg voor Reg Armstrong, die niet alleen won, maar ook de leiding in het kampioenschap overnam. Armstrong moest de honeurs voor Norton ook waarnemen, nu Duke en Amm de rest van het seizoen uitgeschakeld waren. Het werd een spannende finish, met de Norton-rijders Armstrong, Ken Kavanagh en Syd Lawton binnen één seconde. Les Graham werd vierde met de MV Agusta 500 4C, maar had ruim een halve minuut achterstand. Auguste Goffin had in zijn thuis-Grand Prix net naast de punten gegrepen, maar in Duitsland werd hij vijfde. Hans Baltisberger scoorde het eerste WK-punt voor BMW in een soloklasse.
Ulster GP, Clady
In de 500cc-race van Ulster startten 32 rijders, waarvan er 22 de eindstreep haalden. De belangrijkste uitvallers waren de leiders in het wereldkampioenschap Reg Armstrong en Umberto Masetti. Derde man in het WK Geoff Duke kon door een blessure niet deelnemen. De Italianen hadden zich echter ingedekt: Bill Lomas beschikte voor de gelegenheid over een MV Agusta 500 4C en Cromie McCandless over een Gilera 500 4C. McCandless won de race met bijna drie minuten voorsprong op Rod Coleman met de AJS E95 en Lomas werd derde. Les Graham reed de snelste ronde, maar viel uit. Norton was de grote verliezer: zonder Duke kon geen enkele rijder imponeren, mede omdat de andere fabriekscoureurs Syd Lawton en Ken Kavanagh net als Armstrong uitvielen. Daardoor moesten de privérijders de kastanjes uit het vuur halen: Phil Carter en de jonge debutant John Surtees. Armstrong en Masetti bleven aan de leiding van het WK, maar Rod Coleman klom van de zesde naar de derde plaats.
GP des Nations, Monza
De eerste overwinning van de MV Agusta 500 4C met Les Graham bracht de spanning in de 500cc-klasse weer helemaal terug. Umberto Masetti (Gilera) werd tweede en bleef nipt aan de leiding van het wereldkampioenschap, maar Reg Armstrong (Norton) kon nog makkelijk wereldkampioen worden en Graham met enig geluk ook. Rod Coleman (AJS) kon nog wel op 23 punten komen, maar moest daar dan nog twee punten als streepresultaat vanaf trekken, dus hij was kansloos voor de titel. Opmerkelijk was de grote voorsprong van bijna een minuut waarmee Graham de race won. Ook opvallend was het verschil van slechts 0,6 seconde tussen Masetti en Nello Pagani, waarschijnlijk als gevolg van stalorders. Als Pagani tweede was geworden hadden Armstrong en Masetti samen aan de leiding van het WK gestaan.
GP van Spanje, Montjuïc
Het ging goed met de MV Agusta 500 4C die op aanwijzingen van Les Graham flink was verbeterd. Graham won zijn  tweede opeenvolgende Grand Prix, maar het was niet genoeg om Umberto Masetti (Gilera) nog van de wereldtitel af te houden. Graham werd wel tweede in de eindstand, ten koste van Reg Armstrong, die slechts vijfde in de race werd. AJS had de strijd opgegeven: het vaardigde geen enkele rijder af naar Spanje.

### Uitslagen 500cc-klasse
|   | Datum        | Race               | Circuit           | 1e                | 2e              | 3e              | Snelste ronde   |
| - | ------------ | ------------------ | ----------------- | ----------------- | --------------- | --------------- | --------------- |
| 1 | 18 mei       | GP van Zwitserland | Bremgarten        | Jack Brett        | Bill Doran      | Carlo Bandirola | Jack Brett      |
| 2 | 13 juni      | Isle of Man TT     | Mountain Course   | Reg Armstrong     | Les Graham      | Ray Amm         | Geoff Duke      |
| 3 | 28 juni      | TT van Assen       | Assen             | Umberto Masetti   | Geoff Duke      | Ken Kavanagh    | Umberto Masetti |
| 4 | 6 juli       | GP van België      | Spa-Francorchamps | Umberto Masetti   | Geoff Duke      | Ray Amm         | Umberto Masetti |
| 5 | 20 juli      | GP van Duitsland   | Solitude          | Reg Armstrong     | Ken Kavanagh    | Syd Lawton      | Les Graham      |
| 6 | 16 augustus  | Ulster Grand Prix  | Clady             | Cromie McCandless | Rod Coleman     | Bill Lomas      | Les Graham      |
| 7 | 14 september | GP des Nations     | Monza             | Les Graham        | Umberto Masetti | Nello Pagani    | Les Graham      |
| 8 | 5 oktober    | GP van Spanje      | Montjuïc          | Les Graham        | Umberto Masetti | Ken Kavanagh    | Umberto Masetti |

### Eindstand 500cc-klasse
| Pos. | Coureur           | Motorfiets      | Ptn. |
| ---- | ----------------- | --------------- | ---- |
| 1    | Umberto Masetti   | Gilera          | 28   |
| 2    | Les Graham        | MV Agusta       | 25   |
| 3    | Reg Armstrong     | Norton          | 22   |
| 4    | Rod Coleman       | AJS             | 15   |
| 5    | Jack Brett        | AJS             | 14   |
| 6    | Ken Kavanagh      | Norton          | 14   |
| 7    | Geoff Duke        | Norton          | 12   |
| 8    | Nello Pagani      | Gilera          | 12   |
| 9    | Cromie McCandless | Norton / Gilera | 12   |
| 10   | Ray Amm           | Norton          | 9    |

| Pos. | Coureur           | Motorfiets      | Ptn. |
| ---- | ----------------- | --------------- | ---- |
| 11   | Carlo Bandirola   | MV Agusta       | 7    |
| 12   | Bill Doran        | AJS             | 6    |
| 13   | Bill Lomas        | AJS / MV Agusta | 6    |
| 14   | Syd Lawton        | Norton          | 5    |
| 15   | Auguste Goffin    | Norton          | 2    |
| 15   | Phil Carter       | Norton          | 2    |
| 15   | Giuseppe Colnago  | Gilera          | 2    |
| 18   | Hans Baltisberger | BMW             | 1    |
| 18   | John Surtees      | Norton          | 1    |

### Constructeurstitel 500cc-klasse
| Pos. | Constructeur | Ptn.    |
| ---- | ------------ | ------- |
| 1    | Gilera       | 36 (39) |
| 2    | Norton       | 32 (36) |
| 3    | MV Agusta    | 30 (33) |
| 4    | AJS          | 22      |
| 5    | BMW          | 1       |

(Punten tussen haakjes zijn inclusief streepresultaten)

## 350cc-klasse
In de 350cc-klasse bedreigde niemand de Britse merken. Italiaanse fabrieken deden er helemaal niet aan mee en de Duitse merken nog zeer schoorvoetend: DKW bracht Ewald Kluge aan de start van de thuis-Grand Prix en hij werd er vijfde. Kluge was echter al 43 jaar oud. Roland Schnell racete met zijn zelfbouw Schnell-Horex en werd Duits kampioen 350cc, maar in het WK scoorde hij slechts één punt. Nu Velocette gestopt was racete Les Graham er nog wel mee, maar zeer sporadisch omdat hij betaald werd door MV Agusta om zich op de 500cc-klasse te concentreren. Ook hij haalde één punt, in België. Het ging dus feitelijk tussen de Norton 40M en de AJS 7R, maar het Norton-team, geleid door Joe Craig en ondersteund door Rex McCandless liet er geen gras over groeien. Geoff Duke won de eerste vier wedstrijden, was daarmee wereldkampioen, maar moest door een blessure zijn seizoen afbreken. Reg Armstrong (ook op Norton) pakte in zeven wedstrijden zes podiumplaatsen en werd tweede en teamgenoot (net overgestapt van AJS) Ray Amm won de laatste race in Italië en eindigde als derde. Rod Coleman werd de beste AJS-rijder, doordat hij meestal toch op het podium wist te eindigen en werd vierde in het wereldkampioenschap.
Zwitserland, Bremgarten
In de 350cc-race kwam Geoff Duke wel aan de finish, bijna een minuut eerder dan Rod Coleman met de nieuwe, door Harry "Ike" Hatch ontwikkelde AJS 7R3 en twee minuten voor zijn eigen teamgenoot Reg Armstrong.
Isle of Man TT, Mountain Course
In de Junior TT bleef de Norton Manx van Geoff Duke wel heel en hij leidde de race van start tot finish om met bijna anderhalve minuut voorsprong op zijn teamgenoot Reg Armstrong te winnen. AJS werd weer op minuten achterstand gezet en de laatste Velocette KTT Mk VIII, in handen van Cecil Sandford, werd slechts negende met een kwartier achterstand.
Dutch TT, Assen
In de 350cc-race scoorde Geoff Duke zijn derde overwinning op een rij. Zijn teamgenoot Ray Amm werd tweede en passeerde Rod Coleman en Reg Armstrong in de stand om het wereldkampioenschap, maar Duke had nu al een enorme voorsprong.
GP van België, Spa-Francorchamps
Geoff Duke won zijn vierde race op rij en was met 32 punten in het wereldkampioenschap niet meer te achterhalen. Zijn teamgenoot Reg Armstrong kon theoretisch nog op 43 punten komen, maar zou dan drie resultaten moeten wegstrepen, wat hem weer 13 punten zou kosten. Voormalig wereldkampioen Les Graham scoorde eindelijk zijn eerste punt met de verouderde  Velocette KTT Mk VIII.
GP van Duitsland, Solitude
Dat Reg Armstrong de 350cc-race in Duitsland won was geen grote verrassing, want hij was achter de onverslaanbare Geoff Duke al twee keer tweede geworden. Duke kon door een blessure niet deelnemen. Ken Kavanagh werd net als in de 500cc-race tweede, voor Bill Lomas en Syd Lawton met hun AJS 7R's. Ewald Kluge werd vijfde, en dat was wel een verrassing, want terwijl iedereen het erover eens was dat de viertaktmotor het juiste concept was, reed hij met een DKW RM 350 driecilinder tweetaktmotor, waarschijnlijk de eerste motorfiets met een hydraulisch remsysteem.
Ulster GP, Clady
De 350cc-race werd al op donderdag 14 augustus gereden, zonder de geblesseerde Ray Amm en de eveneens geblesseerde wereldkampioen Geoff Duke. Ken Kavanagh won de race voor zijn Norton-teamgenoot Reg Armstrong en Rod Coleman.
GP des Nations, Monza
Ray Amm was hersteld van de verwondingen die hij tijdens de Grand Prix van Duitsland had opgelopen en hij won de eerste WK-race van zijn carrière met een halve minuut voorsprong op de AJS-rijders Rod Coleman en Robin Sherry. Die maakten er wel een spannende race van, want ze eindigden met slechts 0,1 seconde verschil. Roland Schnell zette voor het eerst zijn zelfgebouwde Schnell-Horex in en scoorde één punt.

### Uitslagen 350cc-klasse
|   | Datum        | Race               | Circuit           | 1e            | 2e            | 3e            | Snelste ronde |
| - | ------------ | ------------------ | ----------------- | ------------- | ------------- | ------------- | ------------- |
| 1 | 18 mei       | GP van Zwitserland | Bremgarten        | Geoff Duke    | Rod Coleman   | Reg Armstrong | Geoff Duke    |
| 2 | 13 juni      | Isle of Man TT     | Mountain Course   | Geoff Duke    | Reg Armstrong | Rod Coleman   | Geoff Duke    |
| 3 | 28 juni      | TT van Assen       | Assen             | Geoff Duke    | Ray Amm       | Rod Coleman   | Geoff Duke    |
| 4 | 6 juli       | GP van België      | Spa-Francorchamps | Geoff Duke    | Ray Amm       | Reg Armstrong | Geoff Duke    |
| 5 | 20 juli      | GP van Duitsland   | Solitude          | Reg Armstrong | Ken Kavanagh  | Bill Lomas    | Bill Lomas    |
| 6 | 16 augustus  | Ulster Grand Prix  | Clady             | Ken Kavanagh  | Reg Armstrong | Rod Coleman   | Ken Kavanagh  |
| 7 | 14 september | GP des Nations     | Monza             | Ray Amm       | Rod Coleman   | Robin Sherry  | Ray Amm       |

### Eindstand 350cc-klasse
| Pos. | Coureur       | Motorfiets   | Ptn.    |
| ---- | ------------- | ------------ | ------- |
| 1    | Geoff Duke    | Norton       | 32      |
| 2    | Reg Armstrong | Norton       | 24 (31) |
| 3    | Ray Amm       | Norton       | 21      |
| 4    | Rod Coleman   | AJS          | 20 (24) |
| 5    | Ken Kavanagh  | Norton       | 16      |
| 6    | Jack Brett    | AJS          | 12 (13) |
| 7    | Bill Lomas    | AJS          | 9       |
| 8    | Syd Lawton    | AJS / Norton | 7       |

| Pos. | Coureur        | Motorfiets    | Ptn. |
| ---- | -------------- | ------------- | ---- |
| 9    | Robin Sherry   | AJS           | 4    |
| 10   | Ernie Ring     | AJS           | 3    |
| 11   | Auguste Goffin | Norton        | 2    |
| 11   | Ewald Kluge    | DKW           | 2    |
| 13   | George Brown   | AJS           | 1    |
| 13   | Les Graham     | Velocette     | 1    |
| 13   | Mike O'Rourke  | AJS           | 1    |
| 13   | Roland Schnell | Schnell-Horex | 1    |

(Punten tussen haakjes zijn inclusief streepresultaten)

### Constructeurstitel 350cc-klasse
| Pos.        | Constructeur | Ptn.    |
| ----------- | ------------ | ------- |
| 1           | Norton       | 32 (56) |
| 2           | AJS          | 20 (31) |
| 3           | Velocette    | 2       |
| align=right | DKW          | 2       |
| 5           | Horex        | 1       |

(Punten tussen haakjes zijn inclusief streepresultaten)

## 250cc-klasse

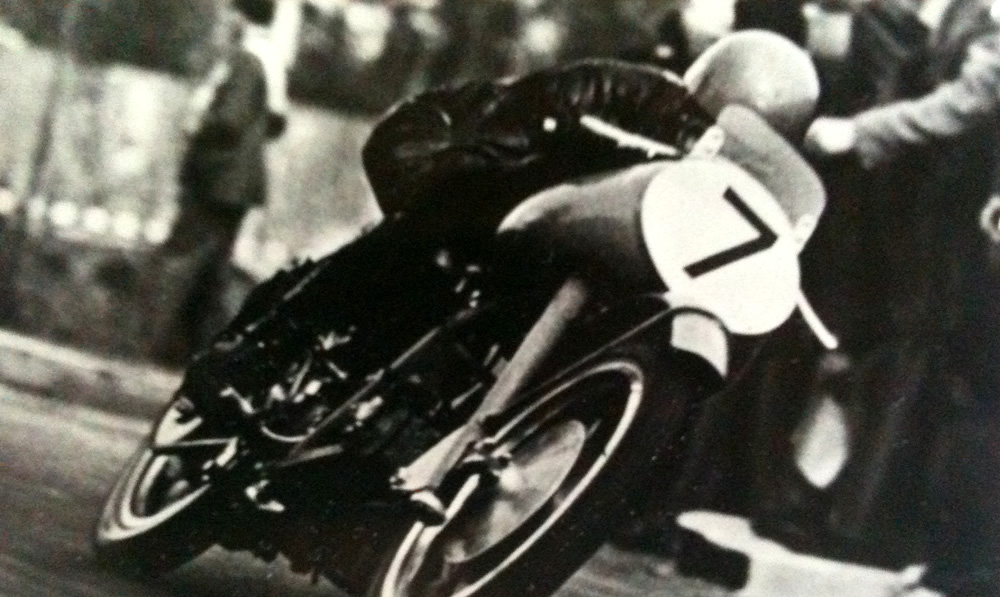
Enrico Lorenzetti op de Moto Guzzi Gambalunghino van 1952

In 1952 was Moto Guzzi met de Gambalunghino in de 250cc-klasse net zo oppermachtig als in het jaar ervoor, dit keer met Fergus Anderson en Enrico Lorenzetti. Het merk had niet eens veel hoeven te doen om zo sterk te worden; de Gambalunghino was feitelijk nog een vrij eenvoudige Moto Guzzi Albatros (anno 1939) met slechts één bovenliggende nokkenas en wat onderdelen van een 500cc-Moto Guzzi Gambalunga. Anderson begon het seizoen sterk met overwinningen in de GP van Zwitserland en in de Lightweight TT, maar werd slechts derde in de twee andere races waaraan hij deelnam: Assen en Monza. Lorenzetti werd in de eerste twee wedstrijden tweede, maar won in Nederland en Monza en werd tweede in Ulster. Hij werd wereldkampioen. De regerende kampioen Bruno Ruffo had een teleurstellend seizoen. Hij reed de snelste ronden in Man, Assen en Duitsland, maar raakte daar zwaar geblesseerd en moest zijn seizoen beëindigen. Les Graham startte in slechts drie wedstrijden, afwisselend met een Benelli en een Velocette, maar dat was al genoeg om derde te worden in de eindstand. De Duitse Grand Prix werd een thuisoverwinning voor Rudi Felgenheier met een DKW. Werner Haas maakte de Italianen in de laatste race op Monza zenuwachtig: hij reed de snelste ronde in dezelfde tijd als Enrico Lorenzetti en de race werd in het voordeel van Lorenzetti beslist door een fotofinish. 
Zwitserland, Bremgarten
Nog steeds was de Moto Guzzi Gambalunghino niet te verslaan: Fergus Anderson en Enrico Lorenzetti werden er eerste en tweede mee, voor Les Graham, die op privébasis met een Benelli niet onverdienstelijk derde werd.
Isle of Man TT, Mountain Course
Opnieuw was de overmacht van Moto Guzzi in de Lightweight TT enorm. Fergus Anderson en Enrico Lorenzetti reden hun Gambalunghino's naar de eerste twee plaatsen voor Syd Lawton, die waarschijnlijk nog op de oude Moto Guzzi Albatros reed. Anderson reed ook een nieuw racerecord, maar Bruno Ruffo, die slechts zesde werd, reed de snelste ronde. Dat was niet slecht, want het was zijn eerste optreden op de Snaefell Mountain Course.
Dutch TT, Assen
Bruno Ruffo kon net als in de TT van Man de snelste ronde niet omzetten in een overwinning. Die ging naar Enrico Lorenzetti. Omdat Fergus Anderson derde werd bleef hij aan kop in het wereldkampioenschap, maar hij moest die positie nu delen met Lorenzetti.
GP van Duitsland, Solitude
Van de top tien in de 250cc-klasse scoorde alleen Arthur Wheeler een punt, dus dat de "mindere goden" het goed deden was niet verwonderlijk. Dat een tweetaktmotor kon winnen was wel een verrassing. Rudi Felgenheier won met de DKW RM 250 en zijn teamgenoot, de 43 jaar oude DKW-coryfee Ewald Kluge, werd vierde.
Ulster GP, Clady
Maurice Cann verscheen slechts sporadisch bij WK-races. Hij reed op het eiland Man en in Ulster, waar hij gewoonlijk de 250cc-klasse won. Hij snoepte twee punten af van Enrico Lorenzetti, die in een hevige strijd om de wereldtitel was verwikkeld met Fergus Anderson. Voor broodheer Moto Guzzi maakte dat echter niet uit, want zowel Cann, Lorenzetti als Anderson reden voor dat merk en vierde man in het WK Les Graham had zijn Benelli ingeruild voor de - tot nu toe niet succesvolle - Velocette-250cc-racer. Hij werd daar vierde mee en ging Rudi Felgenheier in het wereldkampioenschap voorbij. Voor Lorenzetti bleef de schade beperkt: Anderson scoorde helemaal geen punten en liep nu een achterstand op.
GP des Nations, Monza
Nadat Werner Haas met de NSU Rennfox de 125cc-race van de Duitse GP had gewonnen, maakte hij er met de NSU Rennmax een spannende race van. Er was een finishfoto nodig om te bepalen dat Enrico Lorenzetti met zijn Moto Guzzi Gambalunghino had gewonnen, terwijl Fergus Anderson slechts 1 seconde moest toegeven.

### Uitslagen 250cc-klasse
|   | Datum        | Race               | Circuit         | 1e                | 2e                 | 3e              | Snelste ronde                    |
| - | ------------ | ------------------ | --------------- | ----------------- | ------------------ | --------------- | -------------------------------- |
| 1 | 17 mei       | GP van Zwitserland | Bremgarten      | Fergus Anderson   | Enrico Lorenzetti  | Les Graham      | Enrico Lorenzetti                |
| 2 | 11 juni      | Isle of Man TT     | Mountain Course | Fergus Anderson   | Enrico Lorenzetti  | Syd Lawton      | Bruno Ruffo                      |
| 3 | 28 juni      | TT van Assen       | Assen           | Enrico Lorenzetti | Bruno Ruffo        | Fergus Anderson | Bruno Ruffo                      |
| 4 | 20 juli      | GP van Duitsland   | Solitude        | Rudi Felgenheier  | Hein Thorn-Prikker | Hermann Gablenz | Bruno Ruffo                      |
| 5 | 16 augustus  | Ulster Grand Prix  | Clady           | Maurice Cann      | Enrico Lorenzetti  | Les Graham      | Enrico Lorenzetti                |
| 6 | 14 september | GP des Nations     | Monza           | Enrico Lorenzetti | Werner Haas        | Fergus Anderson | Werner Haas en Enrico Lorenzetti |

### Eindstand 250cc-klasse
| Pos. | Coureur            | Motorfiets          | Ptn.    |
| ---- | ------------------ | ------------------- | ------- |
| 1    | Enrico Lorenzetti  | Moto Guzzi          | 28 (34) |
| 2    | Fergus Anderson    | Moto Guzzi          | 24      |
| 3    | Les Graham         | Benelli / Velocette | 11      |
| 4    | Maurice Cann       | Moto Guzzi          | 10      |
| 5    | Rudi Felgenheier   | DKW                 | 8       |
| 6    | Bruno Ruffo        | Moto Guzzi          | 7       |
| 7    | Hein Thorn-Prikker | Moto Guzzi          | 6       |
| 7    | Werner Haas        | NSU                 | 6       |
| 9    | Alano Montanari    | Moto Guzzi          | 6       |
| 10   | Syd Lawton         | Moto Guzzi          | 4       |
| 10   | Hermann Gablenz    | Horex               | 4       |

| Pos. | Coureur          | Motorfiets | Ptn. |
| ---- | ---------------- | ---------- | ---- |
| 12   | Arthur Wheeler   | Moto Guzzi | 4    |
| 13   | Ewald Kluge      | DKW        | 3    |
| 13   | Ron Mead         | Velocette  | 3    |
| 15   | Gotthilf Gehring | Moto Guzzi | 3    |
| 16   | Nino Grieco      | Parilla    | 2    |
| 16   | Bill Webster     | Velocette  | 2    |
| 16   | Benny Rood       | Velocette  | 2    |
| 16   | Roberto Colombo  | NSU        | 2    |
| 20   | Sieb Postma      | Moto Guzzi | 1    |
| 20   | Ray Petty        | Norton     | 1    |
| 20   | Bruno Francisci  | Moto Guzzi | 1    |

(Punten tussen haakjes zijn inclusief streepresultaten)

### Constructeurstitel 250cc-klasse
| Pos. | Constructeur | Ptn.    |
| ---- | ------------ | ------- |
| 1    | Moto Guzzi   | 32 (46) |
| 2    | Velocette    | 9       |
| 3    | DKW          | 8       |
| 4    | NSU          | 6       |
| 5    | Benelli      | 4       |
| 6    | Horex        | 4       |
| 7    | Parilla      | 2       |
| 8    | Norton       | 1       |

(Punten tussen haakjes zijn inclusief streepresultaten)

## 125cc-klasse

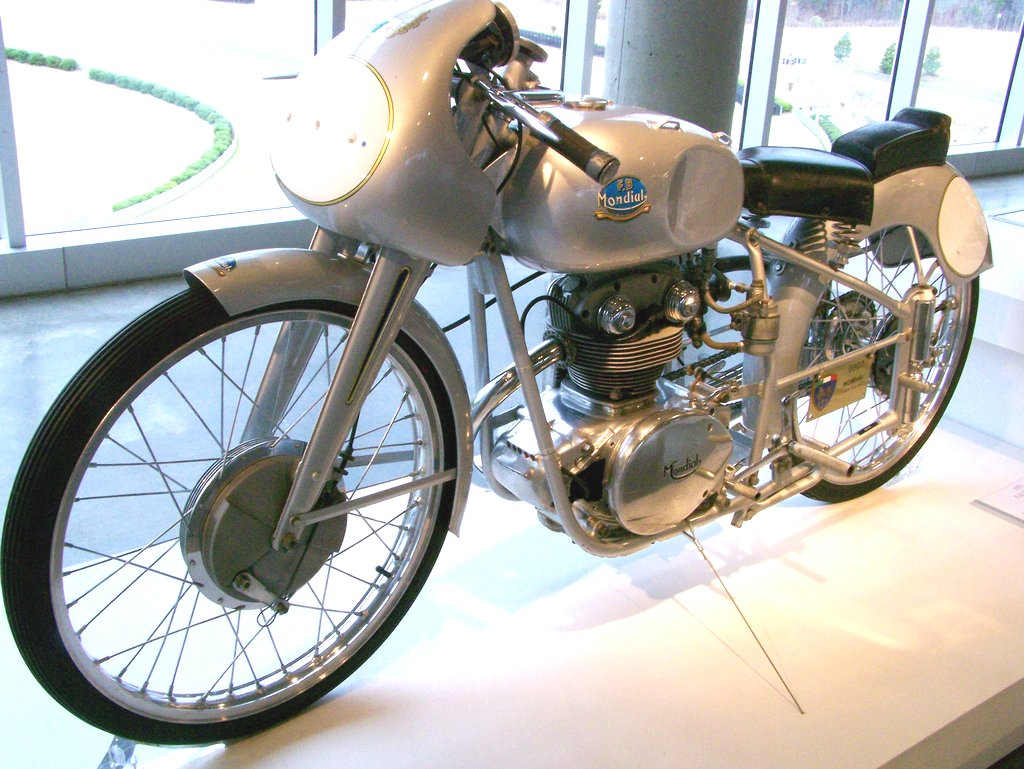
Mondial 125 Monoalbero uit 1952

De MV Agusta 125 Bialbero was in 1952 eindelijk goed genoeg om te winnen, en bovendien had graaf Agusta naast Les Graham ook Cecil Sandford naar zijn renstal gehaald. Die won meteen de openingsrace, de Ultra-Lightweight TT. Het was de eerste overwinning van MV Agusta op het eiland Man. Ook in Assen won Sandford, maar in Duitsland verscheen Werner Haas voor het eerst aan de start met de NSU Rennfox en hij won meteen. Regerend kampioen Carlo Ubbiali kon met de Mondial niet meer doen dan vier tweede plaatsen behalen, waardoor hij uiteindelijk toch nog tweede werd. Aan het einde van het seizoen kwam er toch nog een nieuwe dreiging: Emilio Mendogni was met de Moto Morini twee keer uitgevallen, maar de laatste twee races, Italië en Spanje, won hij allebei en hij werd derde in het kampioenschap.
Isle of Man TT, Mountain Course
In het seizoen 1951 was men al blij met achttien deelnemers in de Ultra-Lightweight TT, maar het liep nog niet storm met zeventien deelnemers in 1952. De race werd teruggebracht van vier naar drie ronden en werd een prooi voor de Italiaanse viertaktmotoren. Het werd het eerste TT-succes voor MV Agusta, nu Cecil Sandford won en tussendoor de eerste ronde onder de dertig minuten realiseerde. Carlo Ubbiali werd met de Mondial 125 Bialbero tweede, maar had bijna anderhalve minuut achterstand. Ashley Len Parry werd knap derde met de Mondial 125 Monoalbero-productieracer.
Dutch TT, Assen
Cecil Sandford won ook de tweede 125cc-race van het seizoen en bewees daarmee dat de MV Agusta 125 Bialbero nu eindelijk rijp was voor de wereldtitel. Carlo Ubbiali werd met de Mondial 125 Bialbero voor de tweede keer tweede.
GP van Duitsland, Solitude
Roberto Colombo was in de trainingen gevallen en daarom kreeg Werner Haas diens NSU Rennfox. Haas profiteerde optimaal, want hij won de race voor de sterrijders Carlo Ubbiali en Cecil Sandford, die samen nog streden om de wereldtitel.
Ulster GP, Clady
De Auto-Cycle Union leek vastbesloten om de 125cc-klasse tot een succes te maken. In de TT van Man lukte dat nog redelijk, maar in Ulster kwam men opnieuw maar net aan het vereiste minimum van zes deelnemers. Van die zes haalden er slechts drie de eindstreep, maar voor Cecil Sandford was het genoeg om zeker te zijn van de wereldtitel omdat Carlo Ubbiali bij de uitvallers hoorde. Ubbiali kon door de laatste twee GP's te winnen nog op 34 punten komen, maar moest dan nog een streepresultaat (6 punten) wegstrepen, waardoor ze beiden op 28 punten zouden staan. Dan telde het aantal overwinningen: drie voor Sandford en twee voor Ubbiali. Het was de eerste wereldtitel voor MV Agusta, dat veel investeerde in de 500cc-racers, maar in die klasse nog vier jaar van de wereldtitel verwijderd was.
GP des Nations, Monza
De 125cc-race in Monza werd verrassend gewonnen door Emilio Mendogni met zijn Moto Morini, maar het was een close finish met Carlo Ubbiali (Mondial) en Les Graham (MV Agusta) binnen één seconde. Cecil Sandford viel uit, maar hij had de wereldtitel al binnengehaald. Ubbiali was nu ook zeker van zijn tweede plaats in de eindstand, maar om de derde plaats moest nog worden gestreden: die werd nu gedeeld door Mendogni, Werner Haas en Luigi Zinzani.
GP van Spanje, Montjuïc
Net als Les Graham in de 500cc-klasse won Emilio Mendogni met zijn Morini zijn tweede opeenvolgende Grand Prix. Hij versloeg Graham met de MV Agusta 125 Bialbero, die ook voor het eerst in het seizoen redelijk presteerde. Cecil Sandford, die al wereldkampioen was, werd met zijn MV Agusta derde. Naast de logisch verklaarbare grote delegatie van het Spaanse Montesa en Ramón Soley met de eveneens Spaanse MV Alpha startten er ook vier Nederlanders met machines van Eysink.

### Uitslagen 125cc-klasse
|   | Datum        | Race              | Circuit         | 1e              | 2e            | 3e               | Snelste ronde   |
| - | ------------ | ----------------- | --------------- | --------------- | ------------- | ---------------- | --------------- |
| 1 | 11 juni      | Isle of Man TT    | Mountain Course | Cecil Sandford  | Carlo Ubbiali | Ashley Len Parry | Cecil Sandford  |
| 2 | 28 juni      | TT van Assen      | Assen           | Cecil Sandford  | Carlo Ubbiali | Luigi Zinzani    | Cecil Sandford  |
| 3 | 20 juli      | GP van Duitsland  | Solitude        | Werner Haas     | Carlo Ubbiali | Cecil Sandford   | Werner Haas     |
| 4 | 16 augustus  | Ulster Grand Prix | Clady           | Cecil Sandford  | Bill Lomas    | Charlie Salt     | Cecil Sandford  |
| 5 | 14 september | GP des Nations    | Monza           | Emilio Mendogni | Carlo Ubbiali | Les Graham       | Guido Sala      |
| 6 | 5 oktober    | GP van Spanje     | Montjuïc        | Emilio Mendogni | Les Graham    | Cecil Sandford   | Emilio Mendogni |

### Eindstand 125cc-klasse
| Pos. | Coureur         | Motorfiets | Ptn.    |
| ---- | --------------- | ---------- | ------- |
| 1    | Cecil Sandford  | MV Agusta  | 28 (32) |
| 2    | Carlo Ubbiali   | Mondial    | 24      |
| 3    | Emilio Mendogni | Morini     | 16      |
| 4    | Les Graham      | MV Agusta  | 10      |
| 5    | Luigi Zinzani   | Morini     | 9       |
| 6    | Werner Haas     | NSU        | 8       |
| 7    | Angelo Copeta   | MV Agusta  | 7       |
| 8    | Bill Lomas      | MV Agusta  | 6       |
| 9    | Guido Sala      | MV Agusta  | 5       |

| Pos. | Coureur             | Motorfiets | Ptn. |
| ---- | ------------------- | ---------- | ---- |
| 10   | Ashley Len Parry    | Mondial    | 4    |
| 10   | Charlie Salt        | MV Agusta  | 4    |
| 12   | Cromie McCandless   | Mondial    | 3    |
| 13   | Romolo Ferri        | Morini     | 3    |
| 14   | Hubert Luttenberger | NSU        | 3    |
| 15   | Hermann Paul Müller | Mondial    | 2    |
| 16   | Frank Burman        | EMC-Puch   | 1    |
| 16   | Lo Simons           | Mondial    | 1    |

(Punten tussen haakjes zijn inclusief streepresultaten)

### Constructeurstitel 125cc-klasse
| Pos. | Constructeur | Ptn.    |
| ---- | ------------ | ------- |
| 1    | MV Agusta    | 30 (38) |
| 2    | Mondial      | 24 (26) |
| 3    | Morini       | 21      |
| 4    | NSU          | 9       |
| 5    | EMC-Puch     | 1       |

(Punten tussen haakjes zijn inclusief streepresultaten)

## Zijspanklasse
Aan het begin van het seizoen 1952 crashte de combinatie Eric Oliver/Lorenzo Dobelli in Frankrijk, waardoor beiden een gebroken been opliepen. Daardoor misten ze de eerste drie GP's (Zwitserland, Isle of Man en Assen). In juli kwam Eric Oliver naar Spa-Francorchamps voor de Grand Prix van België. Hij had zijn been nog in het gips, Dobelli liep nog op krukken. Oliver mocht starten met plaatsvervangend passagier Stanley Price. Na een geweldig gevecht met de Gileras pakte hij in de laatste bocht de leiding en hij won de Belgische Grand Prix. In Duitsland en op Monza viel hij uit, maar de laatste Grand Prix, die van Spanje, won hij samen met Lorenzo Dobelli. Ze eindigden op de vijfde plaats in het kampioenschap, en Cyril Smith, ook een Norton-rijder, werd wereldkampioen. De Norton was nu duidelijk zwakker dan de Gileras, die nu voorzien waren van het Gilera 500 4C-blok, en Eric Oliver moest allerlei trucs uithalen om ze vóór te blijven. Op rechte stukken verminderde hij de luchtweerstand door zijn benen naar achteren te strekken en languit op de motorfiets te gaan liggen.
Zwitserland, Bremgarten
De Nortons hadden het moeilijk tegen de Gilera-zijspancombinaties, waarvan de fabriekscoureurs Albino Milani en Ercole Frigerio nu de viercilinder Gilera 500 4C-motor hadden gekregen. Bovendien ontbraken de Norton-wereldkampioenen Eric Oliver en Lorenzo Dobelli, die bij een race in Frankrijk beenbreuken hadden opgelopen. De combinatie Ercole Frigerio/Ezio Ricotti vloog echter in de laatste ronde tegen een mast terwijl ze aan de leiding van de race lagen. Frigerio overleed en Ezio Ricotti verloor bij dit ongeluk een been.
GP van België, Spa-Francorchamps
Ondanks het gipsverband om zijn been won Eric Oliver met invaller-bakkenist Stanley Price de Belgische Grand Prix. Albino Milani en Cyril Smith hielden de schade beperkt door tweede en derde te worden.
GP van Duitsland, Solitude
Eric Oliver en zijn bakkenist Lorenzo Dobelli waren beiden voldoende hersteld van hun eerder opgelopen beenbreuken om weer aan de start te komen, maar de voormalig wereldkampioenen haalden de finish niet. Albino Milani/Giuseppe Pizzocri, de huidige WK-leiders, scoorden ook geen punten en daarvan profiteerden Cyril Smith en Bob Clements, die de race wonnen voor Ernesto Merlo/Dino Magri en Jacques Drion/Bob Onslow. De toekomstige wereldkampioenen Wilhelm Noll en Fritz Cron scoorden hun eerste WK-punt.
GP des Nations, Monza
Er waren enkele wisselingen in de Watsonian-zijspannen die aan de Nortons waren gemonteerd. Cyril Smith had Bob Clements vervangen door Les Nutt en Jacques Drion ging een (in de toekomst) tamelijk succesvolle samenwerking aan met de 22-jarige Duitse Inge Stoll, die het vak in het zijspan van haar vader had geleerd. Lorenzo Dobelli zat voor de tweede keer sinds zijn beenbreuk vroeg in het seizoen weer in het zijspan van Eric Oliver, maar zij moesten de race opgeven. Ernesto Merlo/Dino Magri wonnen de race met bijna een minuut voorsprong op Smith/Nutt. Dat was belangrijk, want zo hielden ze punten weg bij de Britten, want eerste rijder bij Gilera Albino Milani werd op bijna twee minuten gereden. Drion/Stoll werden vierde. Daarmee werd Inge Stoll de tweede vrouw die WK-punten op haar naam kreeg. De eerste was Marie Mühlemann in 1950 geweest. Zij werd in het zijspan van haar man nu tiende. In de tussenstand behield Smith de leiding, maar Milani en Merlo maakten ook nog kans op de titel, die in de GP van Spanje moest worden beslist.
GP van Spanje, Montjuïc
Eindelijk wonnen regerend wereldkampioenen Eric Oliver en Lorenzo Dobelli weer eens een Grand Prix, maar dat deerde hun stalgenoten Cyril Smith/Less Nutt niet, want hun grootste tegenstrevers in het wereldkampioenschap, Albino Milani en Giuseppe Pizzocri, kwamen niet aan de start. Dat gaf ook de kans aan Jacques Drion om met zijn nieuwe en jonge bakkeniste Inge Stoll tweede te worden. Dat was net niet genoeg om de derde plaats in het WK over te nemen van de uitgevallen Ernesto Merlo/Dino Magri.

### Uitslagen zijspanklasse
|   | Datum        | Race               | Circuit           | 1e                                | 2e                                | 3e                                | Snelste ronde                  |
| - | ------------ | ------------------ | ----------------- | --------------------------------- | --------------------------------- | --------------------------------- | ------------------------------ |
| 1 | 18 mei       | GP van Zwitserland | Bremgarten        | Albino Milani / Giuseppe Pizzocri | Cyril Smith / Bob Clements        | Jacques Drion / Bob Onslow        | Ercole Frigerio / Ezio Ricotti |
| 2 | 6 juli       | GP van België      | Spa-Francorchamps | Eric Oliver / Stanley Price       | Albino Milani / Giuseppe Pizzocri | Cyril Smith / Bob Clements        | Eric Oliver / Stanley Price    |
| 3 | 20 juli      | GP van Duitsland   | Solitude          | Cyril Smith / Bob Clements        | Ernesto Merlo / Dino Magri        | Jacques Drion / Bob Onslow        | Ernesto Merlo / Dino Magri     |
| 4 | 14 september | GP des Nations     | Monza             | Ernesto Merlo / Dino Magri        | Cyril Smith / Les Nutt            | Albino Milani / Giuseppe Pizzocri | Ernesto Merlo / Dino Magri     |
| 5 | 5 oktober    | GP van Spanje      | Montjuïc          | Eric Oliver / Lorenzo Dobelli     | Jacques Drion / Inge Stoll        | Cyril Smith / Les Nutt            | Ernesto Merlo / Dino Magri     |

### Eindstand zijspanklasse
| Pos. | Coureur          | Bakkenist                       | Motorfiets | Ptn.    |
| ---- | ---------------- | ------------------------------- | ---------- | ------- |
| 1    | Cyril Smith      | Bob Clements / Les Nutt         | Norton     | 24 (28) |
| 2    | Albino Milani    | Giuseppe Pizzocri               | Gilera     | 18      |
| 3    | Ernesto Merlo    | Dino Magri                      | Gilera     | 17      |
| 4    | Jacques Drion    | Bob Onslow / Inge Stoll         | Norton     | 17 (18) |
| 5    | Eric Oliver      | Stanley Price / Lorenzo Dobelli | Norton     | 9       |
| 6    | Marcel Masuy     | Denis Jenkinson                 | Norton     | 9       |
| 7    | Ferdinand Aubert | René Aubert                     | Norton     | 3       |
| 7    | Otto Schmid      | Otto Kölle                      | Norton     | 3       |
| 9    | Julien Deronne   | Edouard Texidor / Bruno Leys    | Norton     | 2       |
| 9    | René Bétemps     | André Drivet                    | Norton     | 2       |
| 11   | Jean Murit       | André Emo                       | Norton     | 1       |
| 11   | Wilhelm Noll     | Fritz Cron                      | BMW        | 1       |
| 11   | Len Taylor       | Peter Glover                    | Norton     | 1       |
| 11   | Rudolf Koch      | Adolf Flach                     | BMW        | 1       |

(Punten tussen haakjes zijn inclusief streepresultaten)

### Constructeurstitel zijspanklasse
| Pos. | Constructeur | Ptn.    |
| ---- | ------------ | ------- |
| 1    | Norton       | 26 (32) |
| 2    | Gilera       | 28      |
| 3    | BMW          | 2       |

(Punten tussen haakjes zijn inclusief streepresultaten)